# Unterlaimbach (Gemeinde Bad Leonfelden)
Unterlaimbach ist eine Ortschaft in der Stadtgemeinde Bad Leonfelden im Mühlviertel in Oberösterreich. Die Ortschaft hat 167 Einwohner (Stand: 1. Jänner 2024).

## Geographie
Die Ortschaft liegt in den Südlichen Böhmerwaldausläufern. Sie ist Teil der Katastralgemeinde Laimbach. Zur Ortschaft Unterlaimbach gehören 61 Adressen (Stand: 1. April 2020). Sie umfasst die gleichnamige Rotte Unterlaimbach.
Die Ortschaft befindet sich in den Einzugsgebieten der Großen Rodl und des Laimbachs.

## Geschichte
Unterlaimbach wurde vermutlich im 13. Jahrhundert gegründet. Die Bezeichnung Laimpach wurde im Jahr 1356 erstmals urkundlich erwähnt. Sie leitet sich von mhd. leim für Lehm ab und ist im Sinne von „lehmiger Bach“ zu deuten.
Laut Adressbuch von Österreich waren im Jahr 1938 in Unterlaimbach zwei Mühlen, ein Sägewerk und mehrere Landwirte ansässig.

## Kultur und Sehenswürdigkeiten
Der Dreiseithof Unterlaimbach Nr. 11 wurde im 19. Jahrhundert erbaut. In seinem Stall spannen sich Kappengewölbe über Gurtbögen. Der Stadel hat geschnitzte Steher. Der Biedermeier-Vierseithof Unterlaimbach Nr. 17 stammt aus der ersten Hälfte des 19. Jahrhunderts und wird von einem Glockentürmchen gekrönt. Seine Einfahrt weist ein Korbbogenportal auf, das mit der Jahreszahl 1823 markiert ist. Die ehemalige Mühle mit der Adresse Unterlaimbach Nr. 21 ist als unregelmäßiger Vierkanthof angelegt. Errichtet im 19. Jahrhundert, ist ihr Rundbogenportal mit der Jahreszahl 1810 bezeichnet. Im Inneren gibt es ein Platzlgewölbe. Der Hakenhof Unterlaimbach Nr. 22 ist in seiner ursprünglichen Form aus dem 19. Jahrhundert erhalten.
An der Straße zum Sternstein steht eine Tabernakelsäule, die mit der Jahreszahl 1850 bezeichnet ist.
Zwei schwere Wanderwege führen durch Unterlaimbach: die 16,3 Kilometer lange Via-Leone-Runde und die 15,8 Kilometer lange Sternstein-Runde. Ein mittelschwerer Wanderweg ist die 10,3 Kilometer lange Waldschenke-Runde. Außerdem verlaufen mehrere mittelschwere Radtour-Strecken durch die Ortschaft: die 57,5 Kilometer lange Hoch-4-Runde, die 47,9 Kilometer lange Sternwald-Grenzland-Runde, die 20,4 Kilometer lange Stern-Runde und die 10,4 Kilometer lange Stadtrunde Bad Leonfelden. Die 61,3 Kilometer lange GrenzenLosRadel-Tour ist für Mountainbikes konzeptioniert.

## Infrastruktur

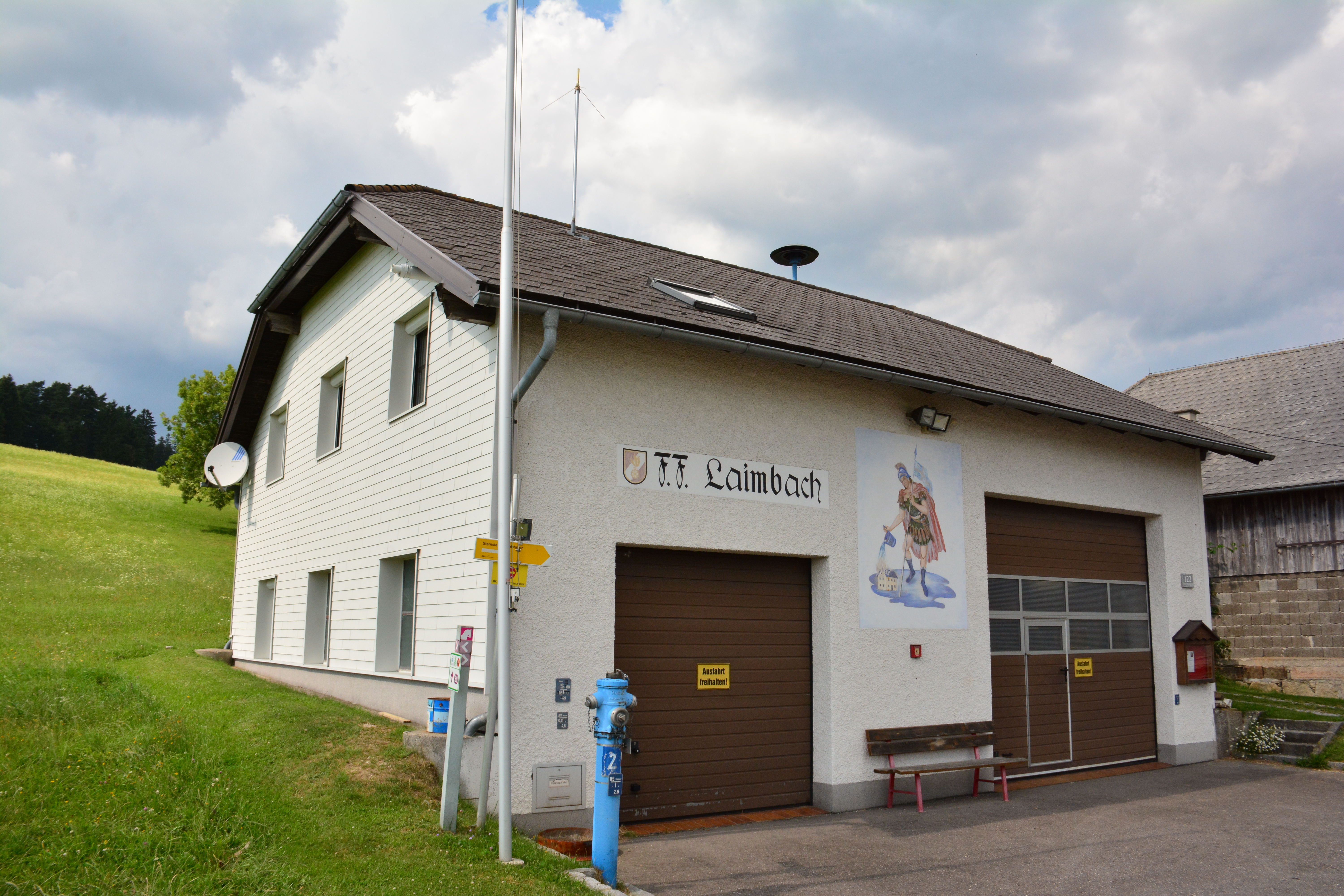
Feuerwehrhaus Laimbach (2018)

Das Feuerwehrhaus der Freiwilligen Feuerwehr Laimbach steht in Unterlaimbach. Ein Fassadenbild zeigt den Heiligen Florian. Das Gebäude wurde am 12. Juli 1987 eröffnet und von April bis August 2005 renoviert.